# Třída Čongdžo Veliký
Třída Čongdžo Velký[zdroj⁠?!] je třída protiletadlových raketových torpédoborců ve stavbě pro námořnictvo Korejské republiky, budovaná v rámci programu KDX-III Batch II. Prototypová jednotka byla do služby přijata roku 2024 a obě jeho sesterské lodě mají být dokončeny do roku 2027. Plavidla jsou vybavena americkým pokročilým zbraňovým systémem Aegis a jsou schopna boje proti hladinovým, pozemním a vzdušným cílům i proti ponorkám. Svou konstrukcí představují největší a nejsilněji vyzbrojenou verzi torpédoborců.[zdroj⁠?!]

## Stavba
V prosinci 2013 padlo rozhodnutí na zvýšení počtu torpédoborců se systémem Aegis ze tří na šest, a to do roku 2027. Důvodem jsou zejména napjaté vztahy s KLDR a potřeba zesílení protiraketové obrany. Kontrakt na vývoj třídy KDX-III Batch II a zároveň stavbu prototypové jednotky získala loděnice Hyundai Heavy Industries (později HD Hyundai Heavy Industries). Kýl plavidla má být založen roku 2020 a trup má být na vodu spuštěn roku 2021. Přijetí prototypu do služby bylo naplánováno na rok 2024.
Slavnostní první řezání oceli na prototypový torpédoborec proběhlo 16. ledna 2021. Na vodu byl spuštěn 28. července 2022. Do služby byl přijat 2. prosince 2024. První řezání oceli na druhou jednotku proběhlo 4. července 2023.
Jednotky třídy Čongdžo Veliký:
| Jméno                        | Založení kýlu   | Spuštěna          | Vstup do služby  | Status    |
| ---------------------------- | --------------- | ----------------- | ---------------- | --------- |
| Čongdžo Veliký (DDG-995)     | 5. října 2021   | 28. července 2022 | 2. prosince 2024 | aktivní   |
| Tasan Čong Jagjong (DDG-996) | 12. března 2024 | 2025 (plán)       |                  | ve stavbě |
| (DDG-997)                    | červen 2025     |                   |                  | ve stavbě |

## Konstrukce
Do konstrukce třídy Čongdžo Veliký bude zapracována řada vylepšení. Bude použit hybridní elektrický pohon Hybrid-Electric Drive (HED), zdokonalená verze bojového řídícího systému Aegis Baseline 9.C2 a nadstavby BMD 5.1 (umožňuje integraci protiraketových řízených střel SM-3 Block IB), vylepšené senzory včetně radaru AN/SPY-1D(V), systémy elektronického boje Sonata Next Generation, domácí sonary a zdokonalené technologie stealth. Torpédoborec bude mít také o čtyři metry prodloužený trup. 
Ponese celkem 88 vertikálních vypouštěcích sil, z toho 48 amerických Mk.41, šestnáct K-VLS a 24 zvětšených sil K-VLS II (šest modulů po čtyřech buňkách). Do sil Mk.41 budou ukládány řízené střely Standard SM-2 Block IIIB, SM-3 Block IB a SM-6. Torpdoborce první série přitom využívají pouze první z nich. V silech K-VLS budou uloženy korejské střely K-SAAM Häkung (Korean Surface-to-Air Anti-Missile, nahradí systém RAM), raketová torpéda Hong Sang Eo (jinak též Korean Anti-Submarine Rocket, K-ASROC) a střely s plochou dráhou letu TSLM (Haeseong Tactical Surface Launch Missile). Vertikální sila K-VLS II mají z počátku nést korejské proraketové střely L-SAM (Long-range Surface-to-Air Missile). Plánováno je rovněž možné využití těchto sil pro perspektivní balistické rakety. Protilodních střel SSM-700K bude neseno pouze osm kusů.
Pohonný systém bude koncepce COGAG. Tvoří jej čtyři plynové turbíny General Electric LM2500, každý o výkonu 29 100 hp, pohánějící dva lodní šrouby se stavitelnými lopatkami. Lodě dosahují rychlosti 30 uzlů. Dosah činí 5500 námořních mil při rychlosti 20 uzlů.